# Evelyn Schulz (Japanologin)
Evelyn Schulz (* 1963 in Heidelberg) ist eine deutsche Japanologin und Professorin am Japan-Zentrum der Ludwig-Maximilians-Universität München. Ihre Schwerpunkte in Forschung und Lehre sind die Literatur und Kultur des modernen Japan.

## Leben
Schulz wurde 1963 in Heidelberg geboren. Sie studierte 1984 bis 1992 Japanologie, Sinologie sowie Mittlere und Neuere Geschichte an der Universität Heidelberg. Schulz wurde 1995 mit einer Arbeit über die Modernekritik des Schriftstellers Nagai Kafū an der Universität Heidelberg promoviert. Von 1995 bis 2002 war sie Assistentin bzw. Oberassistentin am Ostasiatischen Seminar, Japanologie der Universität Zürich. Schulz habilitierte sich 2001 mit einer Studie über Stadt-Diskurse in den „Aufzeichnungen über das Prosperieren von Tōkyō“ (Tōkyō hanjō ki): Eine Gattung der topographischen Literatur Japans und ihre Bilder von Tōkyō (1832–1958) und erhielt die Lehrbefugnis für das Fach Japanologie an der Universität Zürich. Sie verbrachte mehrere Jahre zum Studium und zur Forschung in Japan, 1999 erhielt sie einen Ruf als Gastprofessorin für Literatur- und Kulturwissenschaft an die Universität Kōbe Gakuin Daigaku, Kōbe. Seit 2002 ist sie Professorin für Japanologie an der Universität München.

## Forschungsschwerpunkte und Aktivitäten
Schwerpunkte in Forschung und Lehre sind neben der Literatur und Kultur des modernen Japan kultur- und literaturwissenschaftliche Stadtforschung, insbesondere zu Tokio, unter Einbezug aktueller globaler Debatten und Diskurse in Architektur und Stadtplanung. In den vergangenen Jahren hat sie sich mit der Wiederbelebung von kleinräumigen Stadtvierteln in Tokio und den damit verbundenen Vorstellungen von (groß)städtischem Leben befasst. Ein besonderes Anliegen ist dabei die Frage nach den Auswirkungen von und die Auseinandersetzung mit Modernisierungs- und Globalisierungsprozessen sowie deren Theorien in Japan. In jüngster Zeit arbeitet sie über kulturell-literarische Austauschbeziehungen und deren globalen Verflechtungen sowie Entschleunigungsphänomene und -diskurse in der japanischen Gegenwartsgesellschaft.

## Schriften

### Monografien und Herausgeberschaften (Auswahl)
- Stadt-Diskurse in den „Aufzeichnungen über das Prosperieren von Tōkyō“ (Tōkyō hanjō ki): Eine Gattung der topographischen Literatur Japans und ihre Bilder von Tōkyō (1832–1958), München: iudicium, 2004.
- Nagai Kafū: „Tagebuch eines Heimgekehrten“ (1909): Der Entwurf ästhetischer Gegenwelten als Kritik an der Modernisierung Japans, Münster: Lit-Verlag (Ostasien – Pazifik: Trierer Studien zu Politik, Wirtschaft, Gesellschaft, Kultur; Vol. 9), 1997.
- mit Barbara E. Thornbury: Tokyo: Memory, Imagination, and the City. Lanham: Rowman & Littlefield Publishers, 2018.
- mit Lisette Gebhardt: Neue Konzepte japanischer Literatur? Nationalliteratur, der literarische Kanon und Literaturtheorie. Referate des 15. Deutschsprachigen Japanologentags: Literatur II, Berlin: EB Verlag, 2014.
- mit Christoph Brumann: Urban Spaces in Japan. Cultural and Social Perspectives, London et al.: Routledge, 2012.
- mit Okano Hiroshi: Creating Cities: Culture, Space, and Sustainability (URP GCOE [Urban Research Plaza, Osaka City University, Global Center of Excellence „Recreating the Cities of the 21st Century through Cultural Creativity and Social Inclusion“] Document 11), 2012, ISBN 4880652873.

### Buch- und Zeitschriftenbeiträge (Auswahl)
- 『日本はスローな社会となるのか 現代日本社会の諸現象と議論』 [Is Japan Becoming a Slow Society? Phenomena and Discourses in Contemporary Japan], translated by Itō Tōru, 『社芸堂』 = Journal of Social Aesthetics (Kyōto), Vol. 6, 2017, S. 121–131.
- „Tschernobyl und Fukushima: Vom Versagen des Sozialismus zum Menetekel für Japan“, Osteuropa, 65. Jg., 5–6/2015, S. 207–227.
- „Jenseits der Moderne“, Hildner, Claudia (Hg.), Future Living: Gemeinschaftliches Wohnen in Japan, Basel: Birkhäuser, 2013, 11–26. // englische Ausgabe: „Beyond Modernism“, Hildner, Claudia (Hg.), Future Living: Collective Housing in Japan, Basel: Birkhäuser, 2013, 11–26.

### Gesamt-Publikationsliste
- Publikationsliste